# Helte

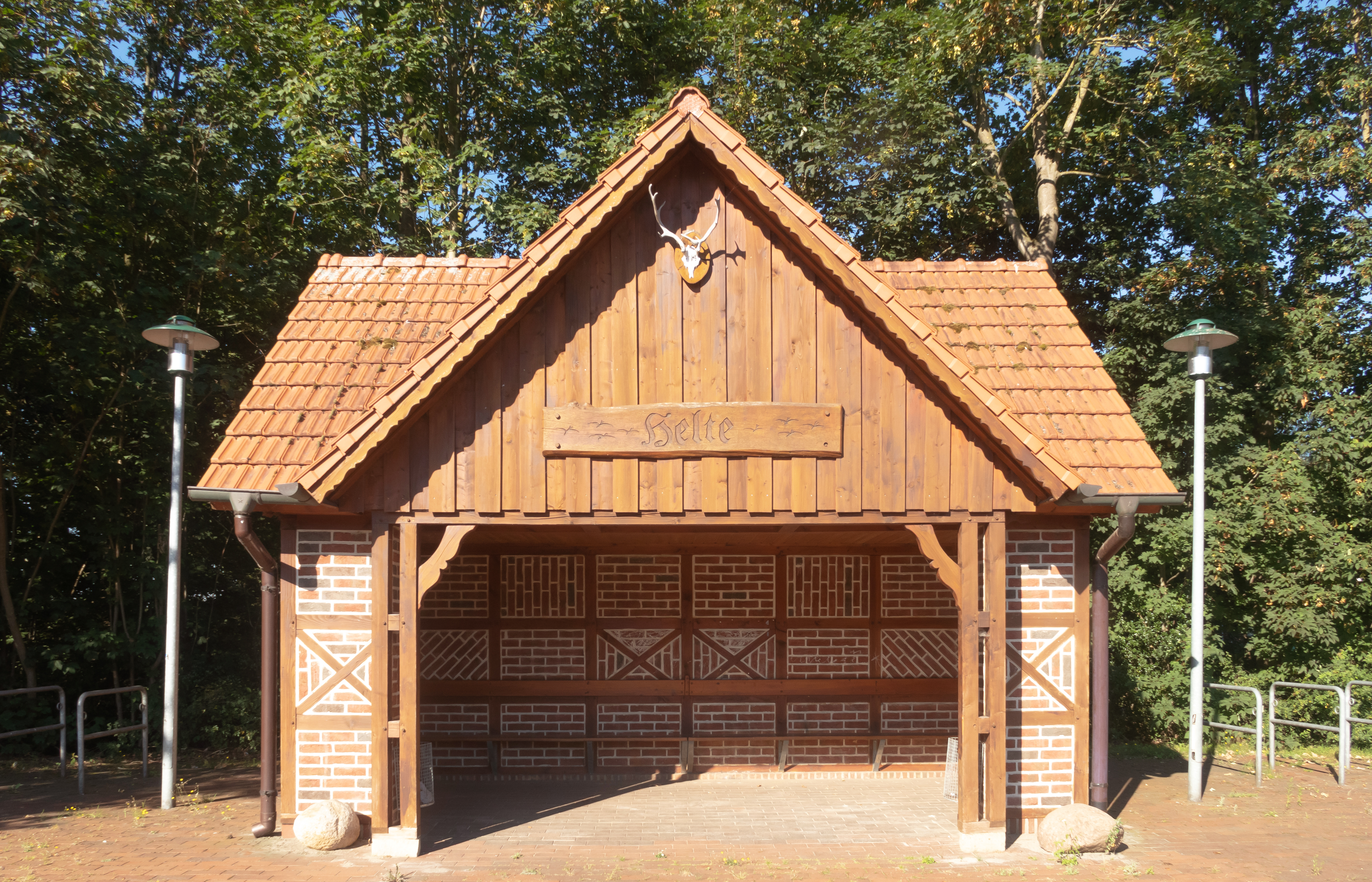
Meppen-Helte, Bushaltestelle

Helte ist ein Dorf und Ortsteil im Osten der niedersächsischen Kreisstadt Meppen im Landkreis Emsland. Es hat 2007 615 Einwohner auf einer Fläche von 12,12 km².
Ortsvorsteher ist Wilhelm Schulte.

## Herkunft des Namens
Helte, alt Hellithi um 1000, besteht aus dem Bestimmungswort helle (langgezogene Erhebung) und dem Grundwort lithi (abhängendes Gelände). Helte heißt also abfallendes Gelände an einer langgezogenen Erhebung.

## Geschichte
Am 1. März 1974 wurde Helte in die Kreisstadt Meppen eingegliedert.

## Einwohnerentwicklung
| Jahr | Einwohner |
| ---- | --------- |
| 1821 | 260       |
| 1848 | 285       |
| 1871 | 263       |
| 1885 | 312       |
| 1905 | 287       |

| Jahr | Einwohner |
| ---- | --------- |
| 1925 | 331       |
| 1933 | 328       |
| 1939 | 316       |
| 1946 | 450       |
| 1950 | 412       |

| Jahr | Einwohner |
| ---- | --------- |
| 1956 | 393       |
| 1961 | 400       |
| 1971 | 424       |
| 2005 | 596       |
| 2007 | 615       |